# The Serpent's Tooth (film 1908)
The Serpent's Tooth è un cortometraggio muto del 1908 diretto da Lewin Fitzhamon.

## Trama
Durante un'elegante serata di ballo, un operaio lotta con un gentiluomo per impedire alla figlia di scappare di casa.

## Produzione
Il film fu prodotto dalla Hepworth.

## Distribuzione
Distribuito dalla Hepworth, il film - un cortometraggio di 183 metri - uscì nelle sale cinematografiche britanniche
Si conoscono pochi dati del film che, prodotto dalla Hepworth, fu distrutto nel 1924 dallo stesso produttore, Cecil M. Hepworth. Fallito, in gravissime difficoltà finanziarie, il produttore pensò in questo modo di poter almeno recuperare il nitrato d'argento della pellicola.